# Natatolana borealis
Natatolana borealis is een pissebed uit de familie Cirolanidae. De wetenschappelijke naam van de soort is voor het eerst geldig gepubliceerd in 1851 door Lilljeborg.